# 廣站
廣站（日语：／ Hiro eki）位于广岛县吴市廣中町，为西日本旅客铁道（JR西日本）吴线的铁路车站。
吳線在此車站分割為東西兩運轉系統，往西經海田市車站到廣島車站為JR西日本的廣島城市網絡區間，一小時平均約有三班列車；以東往三原方向列車班次較少，一至二小時一班列車。部份列車在廣車站更換班次編號後，原車直通運轉而行駛全線。

## 歷史
- 1935年（昭和10年）
  - 3月24日 - 吳線從吳站延伸至該站，作爲終點站開業。
  - 11月24日 - 該站到三吳線三津内海站（現在的安浦站）區間開業。三原站 - 海田市站間成爲現在的「吳線」。
- 1986年（昭和61年） 4月 - 綠窗口開始營業。
- 1987年（昭和62年）4月1日 - 國鐵分割民營化，該站成爲西日本旅客鐵道（JR西日本）的車站。
- 1996年（平成8年）3月16日 - 該站至廣島站直达的快速列车（现在的“安藝路Liner”）开通、該站为停车站。
- 2005年（平成17年）10月1日 - 臨時快速「濑户内海景」开通，該站为停车站。
- 2007年（平成19年） 9月1日 - IC卡「ICOCA」啓用。
- 2010年（平成22年）
  - 7月14日 - 由于暴雨，吴线数處发生塌方、三原站 - 吳站间线路中断[1]。
  - 7月16日 - 該站 - 吳站間恢復運行。
  - 7月20日 - 安浦站 - 該站間恢復運行[2]。
- 2016年（平成28年）
  - 6月22日 - 由於大雨，安登站 - 安藝川尻站間發生塌方、三原站 - 該站間线路中断[3]。
  - 6月29日 - 安浦站 - 該站間恢復運行[4]。
- 2018年（平成30年）
  - 7月6日 -由於2018年7月西日本豪雨暫停營業。
  - 8月20日 - 該站 - 吳站間间部分列车恢复运行。
  - 9月9日 - 該站 - 坂站間恢復運行。
  - 10月14日 - 安藝川尻站 - 該站間恢復運行。

## 車站構造

### 月台配置
| 月台 | 路線 | 方向 | 目的地         |
| ---- | ---- | ---- | -------------- |
| 1-3  | 吳線 | 上行 | 竹原、三原方向 |
| 1-3  | 吳線 | 下行 | 吳、廣島方向   |

## 相鄰車站
西日本旅客鐵道
 吳線
■快速「通勤Liner」、■快速「安藝路Liner」、■普通
仁方－廣－新廣

## 脚注

### 出典
1. ↑  . 中国新聞 (中国新聞社). 2010-07-17. （原始内容存档于2010-07-21）.
2. ↑  . 鐡道ジャーナル (鐡道ジャーナル社). 2010年10月, 44 (10): 150–151.
3. ↑   (PDF). 国土交通省. 2016-06-27  [2016-06-29]. （原始内容存档 (PDF)于2016-08-06）.
4. ↑   (PDF). 国土交通省. 2016-06-29  [2016-06-30]. （原始内容存档 (PDF)于2016-08-06）.

## 外部鏈接
- JR西日本（広駅） （页面存档备份，存于）